# Vizsgálat egy minden gyanú felett álló polgár ügyében
A Vizsgálat egy minden gyanú felett álló polgár ügyében (Indagine su un cittadino al di sopra di ogni sospetto) 1970-ben bemutatott olasz bűnügyi film Elio Petri rendezésében, Gian Maria Volonté és Florinda Bolkan főszereplésével. A rendező egyik legjobb filmjeként tartják számon, és az egyik legjobbként Olaszországban, olyannyira, hogy felkerült a 100 megmentendő olasz film listájára. A film a 23. Cannes-i Filmfesztiválon elnyerte a zsűri különdíját és a legjobb idegen nyelvű filmnek járó Oscar-díjat 1971-ben, valamint a következő évi Oscar-díjon jelölték a legjobb eredeti forgatókönyv kategóriában.

## Cselekménye

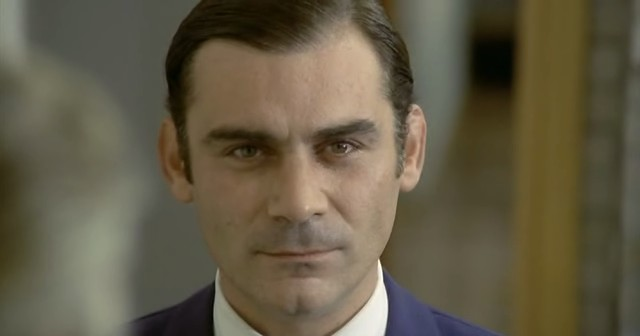
Gian Maria Volonté a film egyik jelenetében

Róma. A rendőr-főkapitányság politikai hivatalának parancsnokává való előléptetésének napján egy közbiztonsági vezető (akinek a nevét nem említik a film teljes időtartama alatt, és akit a forgatókönyvi szakaszban bérgyilkosként azonosítanak) aznap délelőtt az emberölési osztály vezetőjeként egy borotvával elvágja gyönyörű szeretője, Augusta Terzi torkát, a nő lakásában.
A film flashback-technikával készült, amelyben kiderül, hogy Augusta felkérte a biztost, hogy éljen vissza hatalmával, vagyis meséljen el neki olyan véres részleteket, amelyeknek rendőrként volt szemtanúja, majd ismét provokálta azzal, hogy beszélt vele a kapcsolatáról. egy fiatal „forradalmárral”, a valóságban az anarchista diákkal, Antonio Pacéval, aki ugyanabban a társasházban lakik.
A rendőr gyanú felettisége tudatában és egyúttal támogatni sem tudó hatalmával, amelyet megtestesít, saját maga ellen szóló bizonyítékokkal szórja tele a tetthelyet, és a nyomozás során felváltva zsarolja, sugalmazza és félrevezeti az üggyel foglalkozó kollégáit. Ha eleinte a saját gyanúsíthatatlanságában bízó valakinek arroganciája vezérli a főszereplőt, a tények fokozatosan cáfolják e meggyőződése valódiságát.
A gyilkos rendőr az alkotmányos rend győzelme nevében végül saját büntetésére vágyik, ami azonban kizárt hatalmából és pozíciójából fakadóan: a bűntény egyetlen tanúja, az individualista anarchista Pace nem akarja majd feljelenteni. azért, mert megzsarolhatta („Bűnöző az elnyomás vezetésére: tökéletes!” – kiáltja a kihallgatáson).
Az immár önbüntető pozíciója mellett határozott főhős beismerő levelet ad át kollégáinak, és – egyedüli enyhítő körülményként arra hivatkozva, hogy áldozata folyamatosan gúnyolta őt – házi őrizetet szab ki magára. Hivatalos letartóztatására várva elalszik, és arról álmodik, hogy a nyomokat és bizonyítékokat elemző és elutasító felettesei és munkatársai arra kényszerítik, hogy írja alá „saját ártatlanságának beismerését”.
Amikor felébred, a rendőrfőnökök megérkezésével az igazi befejezés vár rá, amit azonban a rendező nem árul el, hanem nyitva hagy. A film a redőnyök leeresztésével zárul abban a szobában, ahol a főszereplő éppen a nyomozókat fogadta, míg végül egy Franz Kafka-idézet jelenik meg a vásznon: „Bármilyen benyomást tesz is ránk, a törvény szolgája,azért a törvényhez tartozik, és elkerüli az emberi ítéletet."

## Filmzene
A hiperbola, a groteszk, a „brechti mátrix elidegenedésének” kifejező hangszínei iránti általános előszeretete miatt Elio Petri és a zenész Ennio Morricone összetalálkozasa mennyiségi és minőségi szempontból az olasz filmművészet egyik legtermékenyebb időszakává válik. A Vizsgálat filmzenéje, amely úgy tűnik, magára Stanley Kubrickra is figyelemre méltó benyomást tett, talán ennek a csúcsát képviseli. Itt tökéletesen működik a klasszikus és a populáris szféra (például a csembalóként játszott mandolin) közötti szennyeződés a „doromb, a szoprán szaxofon és az elektromos nagybőgő ritmikusan kiszámíthatatlan betéteivel” a főszereplő zavart pszichéjének görcsös mozdulatainak kíséretében.

## Terjesztése
A film 1970 telén került az olasz mozikba, városonként eltérő időpontokban: február 12-én mutatták be Milánóban, Rómában február 20-án került a mozikba, míg Torinóban március 3-tól forgalmazták.
A filmet egy politikailag heves időszakban mutatták be Olaszországban és különösen Milánóban – mindössze két hónappal a Piazza Fontana-i mészárlás után (amely elindította az óloméveket és a feszültségstratégiát), az anarchista Giuseppe Pinelli erőszakos halála és letartóztatása után. Pietro Valpreda című filmjét a 14 éven aluli gyermekek megtekintési tilalma kísérte, és erős volt a közelgő emberrablás szaga, amit a milánói rendőr-főkapitányság egyes vezetői kértek, akik jelen voltak a film február 12-i premierjén, s még a film vége előtt felháborodva hagyták el a vetítést.
Mind Giovanni Caizzi helyettes ügyész döntése miatt – ugyanaz, aki később felmentette volna Pier Paolo Pasolini Az Ezeregyéjszaka virágai című filmjét –, sem valószínűsíthető politikai megfontolások miatt a filmet nem tiltották be.

## Fogadtatása
Bár ez egy összetett film, tele kulturális és művészeti utalásokkal (Bertolt Brechttől Wilhelm Reichig, Karl Marxtól Franz Kafkáig, az amerikai stílusú politikai thrillertől a groteszkig), amelyek talán inkább külföldön fogadtak jól, a film olaszországi fogadtatását erősen befolyásolták a közelmúlt belpolitikai eseményei.
A film kezdettől fogva politikai vita tárgyává vált, annak ellenére, hogy azzal a kijelentéssel kezdődött, hogy „Bármilyen hivatkozás személyekre vagy tényekre pusztán a véletlen műve”. Az akkor kéthetente megjelenő Lotta Continua című folyóirat dicsérte, a Gian Maria Volonté által alakított karakterben Luigi Calabresi biztos alakját látta, akit a parlamenten kívüli mozgalom azzal vádolt, hogy felelős Pinelli haláláért. Egyetlen kiadását Giovanni Grazzini a Corriere della Sera olasz újság hasábjain üdvözölte, mint „fontos lépést egy felnőttebb társadalom felé, amely sokkal magabiztosabb önmagában és a demokráciában, hogy megengedheti magának, hogy kritizálja a szentnek tartott intézményeket.” Ugo Pirro így emlékszik vissza: „Azt mondták nekünk, hogy börtönbe kerülünk: akkorát szólt.”
Az emberrablás fenyegető veszélye és a közelmúlt politikai eseményei hozzájárultak az azonnali sikerhez: „A mozitermek látogatóinak száma óriási volt, és esetenként meg kellett szakítani a járművek forgalmát, tekintettel a jegypénztáraknál álló hosszú sorokra. Az emberek sereglettek, mert nem hittek a szemüknek.” Ezt a sikert követően a baloldali kritikusok egy része, különösen azok, akik az Ombre rosse és a Quaderni Piacentini folyóiratokra hivatkoztak, ehhez, valamint Elio Petri további filmjéhez fordult azzal a váddal, hogy gazdasági szempontból tett látványossá társadalmi és politikai folyamatokat.

### Bevételei
Az 1 928 240 000 (akkori) lírás bevételt elért film az 1969–70-es filmszezon legnagyobb bevételű olaszországi filmjei között a nyolcadik helyen végzett, míg a filmekre vonatkozó homogénebb adatok alapján az 1969 augusztusától 1970 júniusáig terjedő]] évadban a filmet tizenhat regionális kerületi városban mutatták be, és összességében a hatodik volt 690 191 000 líra bevételével.

### Kritikák
A rendőrség ellen akartam filmet csinálni, de a magam módján.
A film egy trilógia első része (folytatás: A munkásosztály a Paradicsomba megy 1971-től és A tulajdon már nem lopás 1973-tól), az Ugo Pirro forgatókönyvíróval folytatott együttműködés eredménye, amelyben színre vitte a korabeli olasz politikai élet központi okait, így Elio Petri a hetvenes évek baloldali belpolitikai és kritikai konfrontációjának kitüntetett célpontjává vált.
Maurizio Porro számára Petri filmje a groteszk felé taszított thriller, rejtélynek álcázva, de azzal a céllal, hogy a hatvannyolcas atmoszférában és környezetében elítélje a rendőrségi rendszer patológiáit. Eredetilegdosztojevszkij témájának, a gyilkos igazságszolgáltatással szembeni kihívásának feldolgozásaként készült, és olyan pszichológiai mechanizmusok reflexiójaként, amelyek az apafigura iránti belső igényünkből kiindulva egy tekintélyelvű és elnyomó hatalom szövetségeseivé tesznek bennünket. „mindannyiunkat gyermekké tesznek” A film legnyilvánvalóbban politikai értékét az adja, hogy a gyilkos személyére rendőrbiztost választottak. A hatalom mechanizmusairól és a hatalmat gyakorlók mentelmi jogáról a legáltalánosabb elmélkedés a köztársasági Olaszországban volt, ahol a rendőrség 25 éven keresztül „több tucatnyi sommás ítéletet hozott az utcán a munkások védtelen tömegei, ill. parasztok ellen [–] anélkül, hogy bárki […] valaha is fizetett volna mindezen halálesetekért.”
Az Elio Petrivel folytatott beszélgetésen a filmről Alexandre Astruc rendező és filmkritikus ezt mondta: „Ez egyszer egy olyan elemzés, amely világos, intelligens, éles, mint a szike, ahelyett, hogy nagyképű lenne, ahelyett, hogy instrumentális lenne. a bizonytalanság sajnálatát vagy a szokásos elemzésekhez hasonló szlogeneket használná. Ez egy belső, egy emberi elemzés. Számomra Petri mesterei Visconti, Renoir. Van a fej és van a szív. Agy nélkül nincs szív. Szív nélkül nincs agy.”
A filmet ezután beválogatták a 100 legjobb olasz film közé.

## Elismerései
Oscar-díj (1971)
- díj: legjobb külföldi film (Olaszország)
- jelölés: legjobb eredeti forgatókönyv (Elio Petri és Ugo Pirro)

Golden Globe (1971)
- jelölés:  Legjobb külföldi film (Olaszország)

Cannes-i Filmfesztivál (1970)
- díj: A zsűri különdíja (Elio Petri)
- díj: FIPRESCI-díj (Elio Petri)
- jelölés: Arany Pálma (Elio Petri)

Kansas City Filmkritikusok Körének díja (1972)
- díj: legjobb külföldi film

David di Donatello-díj (1970)
- díj: legjobb film - Daniele Senatore és Marina Cicogna
- díj: legjobb főszereplő - Gian Maria Volonté

Ezüst Szalag díj (1971)
- díj: legjobb film rendezője - Elio Petri
- díj: legjobb főszereplő - Gian Maria Volonté
- díj: legjobb történet - Elio Petrik és Ugo Pirro
- jelölés: legjobb producer - Daniele Senatore és Marina Cicogna
- jelölés: legjobb forgatókönyv - Elio Petri és Ugo Pirro

Golden Globe-díj (1970)
- díj: legjobb film - Elio Petri
- díj: legjobb színész - Gian Maria Volonté

## Fordítás
Ez a szócikk részben vagy egészben  az   Indagine su un cittadino al di sopra di ogni sospetto című olasz Wikipédia-szócikk ezen változatának fordításán alapul.  Az eredeti cikk szerkesztőit annak laptörténete sorolja fel. Ez a jelzés csupán a megfogalmazás eredetét és a szerzői jogokat jelzi, nem szolgál a cikkben szereplő információk forrásmegjelöléseként.